# Ilha Rogozen
A Ilha Rogozen (em búlgaro:  остров Рогозен, ‘Ostrov Rogozen’ 'os-trov 'ro-go-zen) é uma ilha conspícua fora da costa norte da Ilha Robert, Ilhas Shetland do Sul situados 470 m (510 yd) a sul-sudoeste da Ilha Heywood e 920 m (1,010 yd) a norte-nordeste da Ilha Cornualha.  Se estendendo a 760 m (830 yd) na direção leste-oeste e 260 m (280 yd) de largura.  Área de superfície de 16 hectares (40 acres).
O mapeamento búlgaro inicial foi feito em 2009.  Recebeu o nome do assentamento de Rogozen na Bulgária norte-ocidental em associação com o tesouro trácio de Rogozen.